# Fairfax Media
Fairfax Media Limited est l'une des plus grandes sociétés australiennes opérant dans le domaine des médias. Elle opère dans le monde des journaux, des magazines, des radios et des médias numériques, en Nouvelle-Zélande et en Australie. L'entreprise faisait partie de l'indice S&P/ASX 50.

## Historique
Fairfax Media a été fondée par la famille Fairfax sous le nom de John Fairfax Holdings mais la famille a perdu le contrôle de la société le 11 décembre 1990. Le président du conseil du groupe est Ron Walker et le président-directeur général est David Kirk. En octobre 2007, Fairfax Media a une capitalisation boursière de plus de 4 milliards de dollars.
En 2016/2017, Fairfax Media et New Zealand Media and Entertainment, autre groupe important de média en Nouvelle-Zélande, annoncent leur souhait de fusionner leurs activités. En mai 2017, les autorités de la concurrence néo-zélandaises annoncent leur opposition au projet, de par la très grande concentration dans le secteur des médias qu'aurait entraînait la fusion, étant donné que les deux groupes sont les principaux médias du pays.
En juillet 2018, Fairfax Media reçoit une offre d'acquisition de la part de Nine Entertainment pour 1,6 milliard de dollars. La nouvelle entité ainsi créée devrait reprendre le nom de Fairfax Media.